# Кантарел
Кантарел (англ. Cantarell) — супергигантское нефтяное месторождение в Мексике, в заливе Кампече. Открыто в 1976 году, освоение началось в 1981 году.
Нефтеносность связана с отложениями юрского возраста. Комплекс включает месторождения Нооч (Nohoch), Чак (Chac), Акаль (Akal), Куц (Kutz), Иксток (Ixtoc) и Сиил (Sihil). Крупнейшее из них — месторождение Акаль. Начальные запасы нефти составляют 5,7 млрд тонн.
Оператором месторождении является мексиканская нефтяная компания Pemex. Добыча нефти 2006 году составила 86,7 млн тонн.
Для поддержания добычи на Кантареле Pemex в 1997 году разработала проект закачки в продуктивные пласты по 1,2 млрд кубических футов азота и пробурила 190 эксплуатационных скважин. В результате добыча увеличилась почти в 2 раза.